# Olyva
Olyva (en ukrainien et en russe : Олива; et en tatar de Crimée : Oliva) est un village intégré à la municipalité de Yalta en République autonome de Crimée, un territoire reconnu par la majorité des pays comme faisant partie de l'Ukraine et annexé par la Russie en tant que République de Crimée.
Olyva est située sur la rive sud de la Crimée à une altitude de 286 mètres. Le village se situe à 8 km au sud-ouest de Foros, dont il est administrativement subordonné,. Sa population s'élevait à 379 habitants selon le recensement russe en 2014.

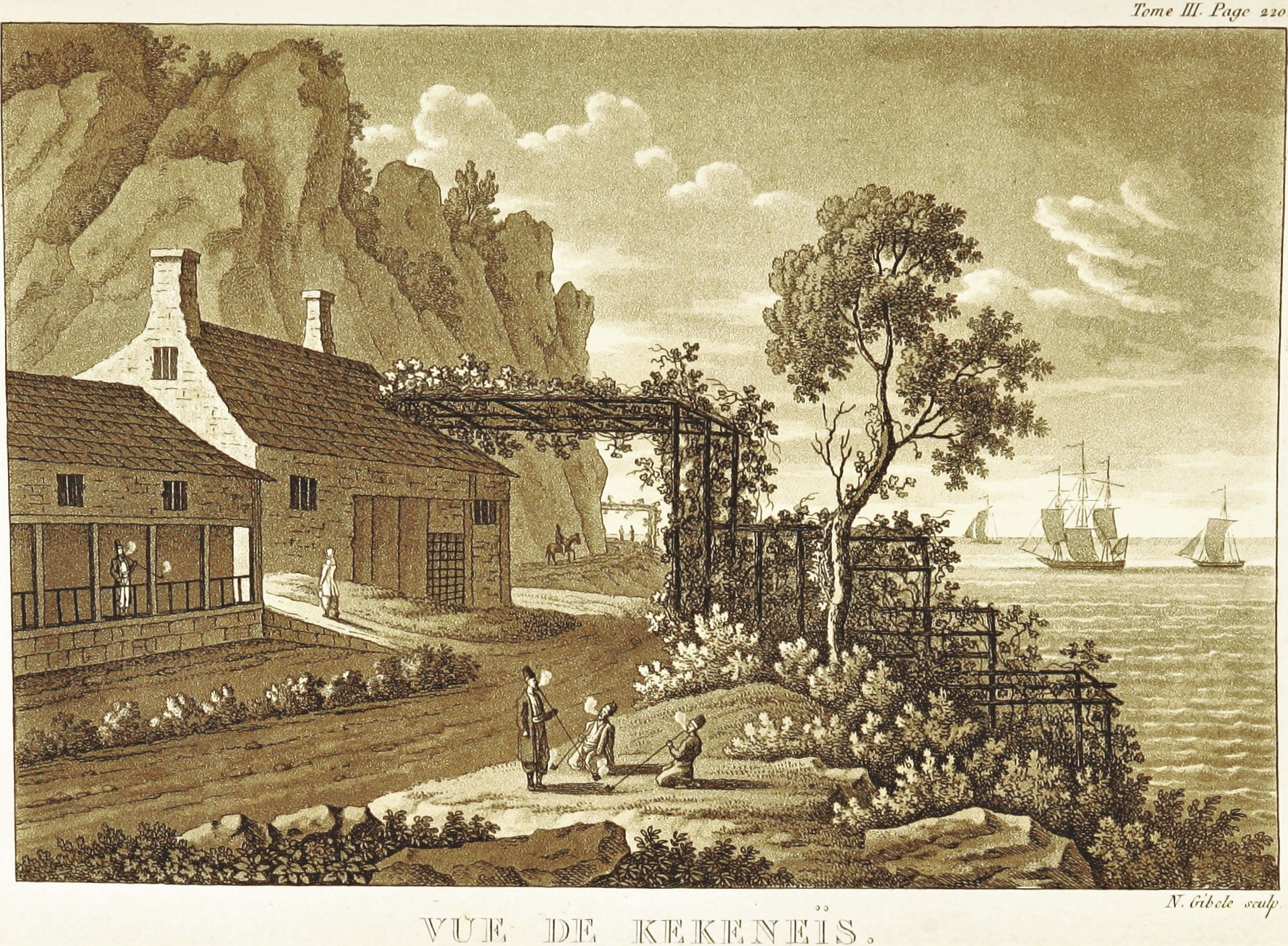
Olyva-Kekeneis dans les années 1820.